# Kayu Besi (Namang)
Kayu Besi is een bestuurslaag in het regentschap Bangka Tengah van de provincie Bangka-Belitung, Indonesië. Kayu Besi telt 1486 inwoners (volkstelling 2010).